# Gehenna

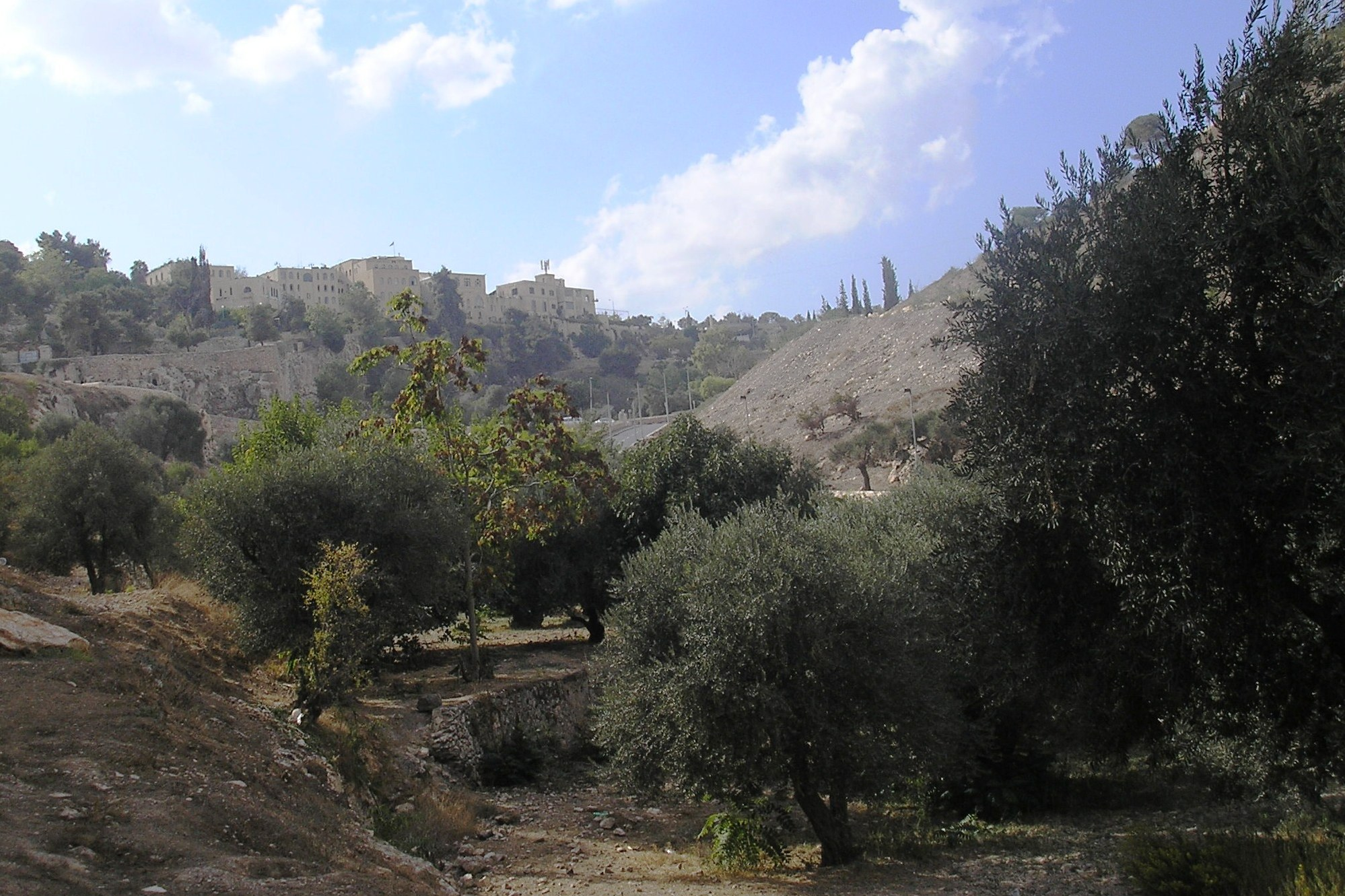
Dolina Hinnom w 2007 r.

## WStarym Testamencie
Gehenna (hebr. גי(א)-הינום Gehinnôm, Dolina Hinnom) – dolina, która w czasach starożytnych wyznaczała granice miasta Jerozolimy. Znajdowała się za bramą miasta zwaną Hersit i była pierwotnie wysypiskiem śmieci, miejscem kremacji zwłok przestępców oraz tych, którym odmówiono z różnych względów normalnego pogrzebu.
W Dolinie Hinnom utrzymywano stale palące się ognie, na jej środku znajdowało się wzniesienie zwane Tofet, na którym król judzki Achaz złożył niegdyś bogu Molochowi w ofierze własnego syna. Od tego momentu w Biblii i w judaizmie Dolina Hinnom jest symbolem bałwochwalstwa, kultu fałszywego boga, hańby oraz niegodziwości. Ołtarz ofiarny w Dolinie Hinnom zniszczył późniejszy dobry władca królestwa Judy - Jozjasz, aby powstrzymać składanie ofiar Molochowi.

## W Nowym Testamencie
Słowo „γέεννα-gehenna, géenna"  pojawia się w Nowym Testamencie 12 razy z tego 11 razy w wypowiedziach Jezusa.
Jest ono zwykle tłumaczone jako piekło. W czasach Jezusa stanowiła symboliczne miejsce. 
W interpretacji większości chrześcijan, jest według Nowego Testamentu miejscem przebywania osób odrzuconych przez Boga oraz cierpiących katusze w niegasnącym ogniu (Ewangelia Mateusza 5,22,29,30; 10,28; 18,9; 23,15,33; Ewangelia Marka 9,43,45 47; Ewangelia Łukasza 12:5; List Jakuba 3:6).